# Amimitl
Amimitl é o deus asteca de lagos e pescadores, que acalmava as tempestades e assim protegia os pescadores.
Amimitl era, segundo Torquemada, especialmente adorado em Cuitlahuac (atual Tláhuac) uma ilha do lago Chalco. Este deus da pesca expressava o seu descontentamento aos súditos com doenças de caráter hidrópico ou aquoso. Em reduzidos contextos o jesuíta mexicano Clavigero identifica-o com Opochtli, o deus dos artesãos e pescadores a rede.